# Mediterrane schorpioenmier
De mediterrane schorpioenmier (Crematogaster algirica) is een mierensoort uit de onderfamilie van de Myrmicinae. De wetenschappelijke naam van de soort is voor het eerst geldig gepubliceerd in 1849 door Lucas.